# Tsjecho-Slowaakse Nationale Raad

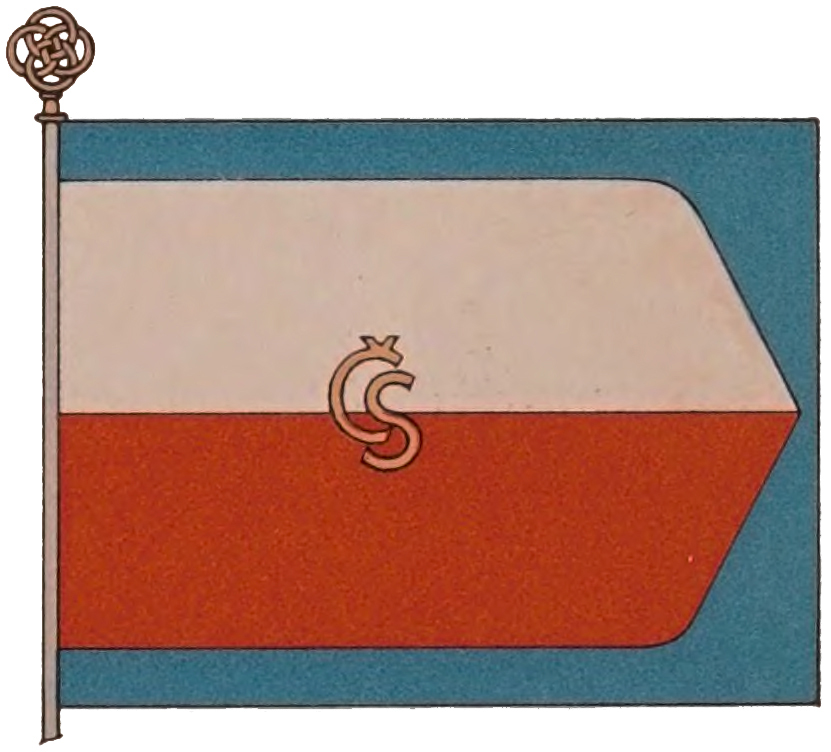
Vlag van de Tsjecho-Slowaakse Nationale Raad

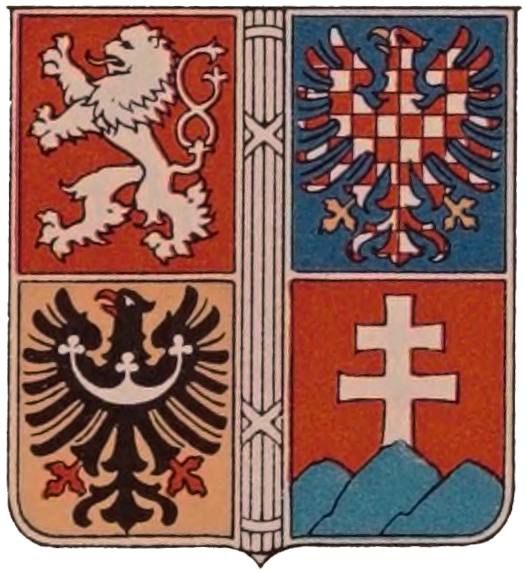
Wapen van de Tsjecho-Slowaakse Nationale Raad

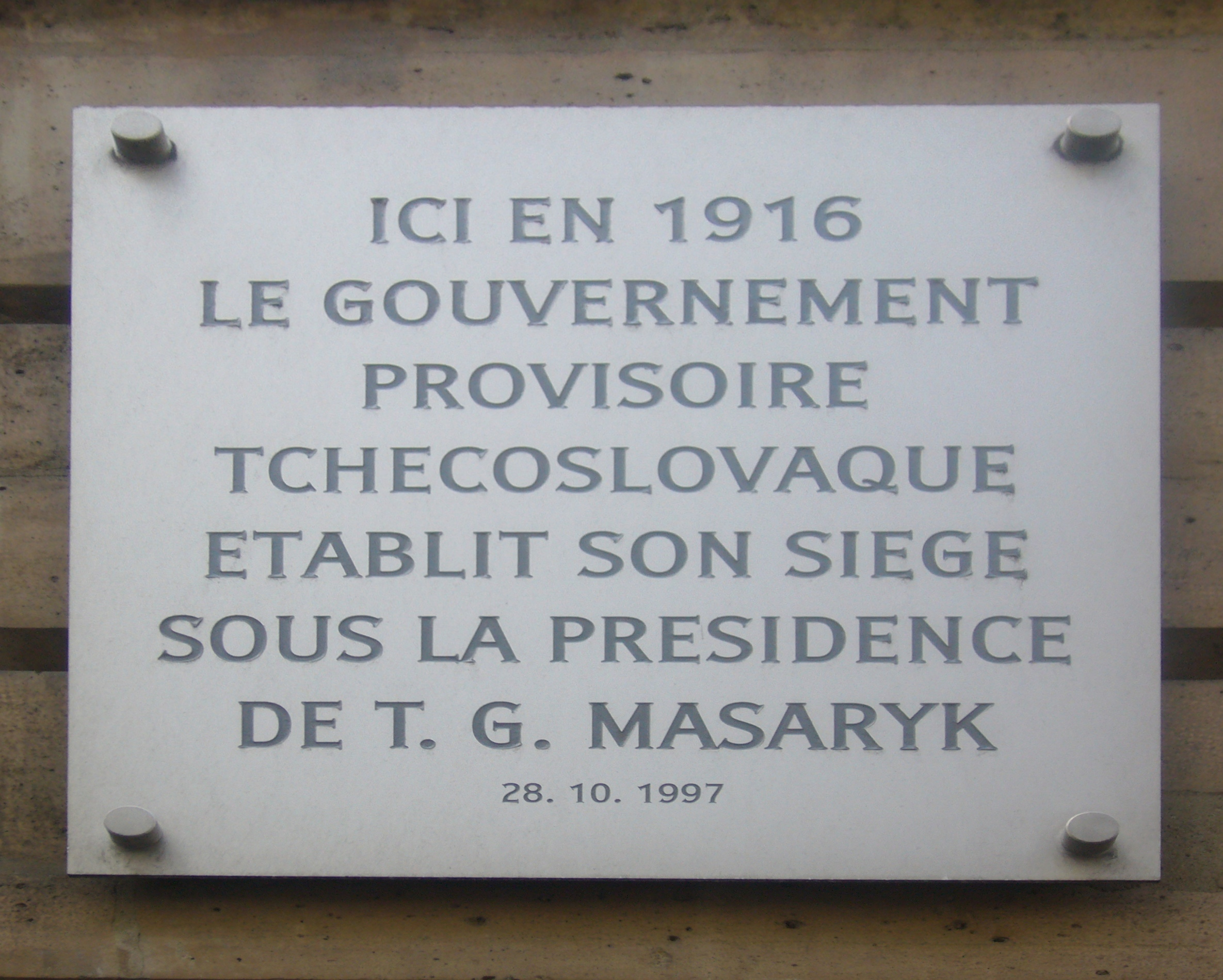
Herdenkingsplaquette aan de Rue Bonaparte nummer 18 in Parijs. Hier was het hoofdkwartier van de ČSNR gevestigd (1916-1918)

De Tsjecho-Slowaakse Nationale Raad (Tsjechisch: Československá národní rada, Slowaaks: Československá národná rada, Frans: Conseil national tchécoslovaque, ČSNR) was de benaming van een  op 6 februari 1916 opgericht orgaan van Tsjechische en Slowaakse nationalisten in Parijs met als doel het voorbereiden van de onafhankelijkheid van Tsjechië en Slowakije dat opdat moment nog deel uitmaakte van het keizerrijk Oostenrijk-Hongarije.

## Geschiedenis
Een eerste poging tot vorming van een nationale raad kort na het uitbreken van de Eerste Wereldoorlog (1914) mislukte vanwege de politieke verschillen die leefden onder Tsjechische en Slowaakse leiders die buiten Oostenrijk-Hongarije verbleven. In september 1915 werd een Tsjechisch Comité in het Buitenland opgericht in Parijs. De op 6 februari 1916 opgerichte Nationale Raad (ČSNR) bestond uit de liberale Tsjechische hoogleraar Tomáš Garrigue Masaryk die sinds 1914 in ballingschap leefde, de politicus Josef Dürich (Tsjech), de latere president van Tsjecho-Slowakije, Edvard Beneš (Tsjech) en de Slowaakse generaal en vlieger in Franse dienst, Milan Rastislav Štefánik. Het hoofdkwartier was gevestigd in Parijs en diplomatieke vertegenwoordigingen werden geopend in verschillende landen van de Entente. De Panslavische groep rond Dürich die uitgesproken sympathieën had voor het keizerrijk Rusland, werd na de Februarirevolutie (1917) in dat land terzijde geschoven. Sindsdien was Masaryk de onbetwiste leider van de ČSNR. In de zomer van 1918 erkenden de landen die deel uitmaakten van de Entente de ČSNR als officiële vertegenwoordiging van de Tsjechen en Slowaken. De Verenigde Staten van Amerika gingen hierin het verst: zij erkende de ČSNR als de de facto regering van Tsjecho-Slowakije.
Op 14 oktober 1918 werd de Nationale Raad omgevormd tot de Voorlopige Regering van Tsjecho-Slowakije (Prozatímní česko-slovenská vláda). Als uitvoerend orgaan werd een Nationaal Comité gekozen onder leiding van Karel Kramář die als een soort premier fungeerde. Op 28 oktober riep de Voorlopige Regering de Tsjecho-Slowaakse Staat uit en na de overdracht van Bohemen en Moravië door de Oostenrijke autoriteiten en op 30 oktober sloot de Slowaakse Nationale Raad onder leiding van Vavro Šrobár zich aan bij de Voorlopige Regering. Op 14 november 1918 werd de Tsjecho-Slowaakse Republiek uitgeroepen. Met de stichting van deze nieuwe staat werd de Voorlopige Regering opgeheven.

## Samenstelling bij oprichting in 1916
| Afbeelding               | Naam                                          | Functie        | Nationaliteit    | Politieke partij |
| ------------------------ | --------------------------------------------- | -------------- | ---------------- | ---------------- |
| Tomáš Garrigue Masaryk   | Dr. Tomáš Garrigue Masaryk (1850-1937)        | Voorzitter     | Tsjech (Moravië) |                  |
| Josef Dürich             | Josef Dürich (1847-1927)                      | Vicevoorzitter | Tsjech (Bohemen) | ČSA              |
| Milan Rastislav Štefánik | Generaal Milan Rastislav Štefánik (1880-1919) | Vicevoorzitter | Slowaak          |                  |
| Edvard Beneš             | Dr. Edvard Beneš (1884-1948)                  | Secretaris     | Tsjech (Bohemen) |                  |